# Honorato Piazera
Dom Honorato Piazera, S.C.J. (Jaraguá do Sul, 16 de novembro de 1911 — 23 de outubro de 1990) foi um bispo católico da Congregação dos Sacerdotes do Sagrado Coração de Jesus, segundo bispo de Nova Iguaçu e segundo bispo de Lages.
Dom Honorato Piazera foi ordenado padre no dia 30 de novembro de 1936.
O Papa João XXIII o nomeou bispo auxiliar do Rio de Janeiro no dia 11 de julho de 1959, com a sé titular de Termesso. Recebeu a ordenação episcopal no dia 11 de outubro de 1959, das mãos de Dom Jaime Cardeal de Barros Câmara, Dom Gregório Warmeling e Dom Wilson Laus Schmidt.

## Atividades durante o episcopado
Bispo Auxiliar na Arquidiocese de São Sebastião do Rio de Janeiro (1959 - 1961); Bispo de Nova Iguaçu (1961 - 1966); Bispo Coadjutor de Lages, com a sé titular de Castellum Iabar, (1966 - 1973); Bispo Diocesano de Lages (1973 - 1987).
Renunciou ao múnus episcopal no dia 18 de fevereiro de 1987.

## Ordenações episcopais
Dom Honorato foi o ordenante principal dos seguintes Bispos: 
- Dom Frei Osório Willibaldo Stoffel, O.F.M.. (1971)

Dom Honorato Piazera foi concelebrante da ordenação episcopal de:
- Dom Frei Paulo Evaristo Cardeal Arns, O.F.M. (1966)
- Dom José Antônio do Couto, S.C.I. (1974)
- Dom Frei Henrique Müller, O.F.M. (1975)
- Dom João Oneres Marchiori (1977)
- Dom Eusébio Oscar Cardeal Scheid, S.C.I. (1981)
- Dom Murilo Krieger, S.C.I. (1985)